# قشلاق بادار حاجي بهريش (مقاطعة بيله سوار)
قشلاق بادار حاجي بهریش (بالفارسية: قشلاق پادارحاجی بهریش) هي منطقة سكنية تقع في إيران في أردبيل. يقدر عدد سكانها بـ 94 نسمة .